# Aeroporto Internazionale di Baghdad
L'Aeroporto Internazionale di Bagdad (in arabo: مطار بغداد الدولي), precedentemente noto con il nome di Aeroporto Internazionale Saddam (in inglese: Saddam International Airport), è il più grande aeroporto iracheno ed è localizzato a circa 16 km a ovest del centro di Baghdad.

## Storia
L'aeroporto è stato sviluppato da un consorzio guidato dalla società francese Spie Batignolles in base a un accordo stipulato nel 1979. La guerra Iran-Iraq ritardò l'apertura completa dell'aeroporto fino al 1982. L'aeroporto è stato inaugurato come Aeroporto Internazionale Saddam, in omaggio all'allora presidente iracheno Saddam Hussein.
La maggior parte dei voli civili di Baghdad è stata interrotta nel 1991, quando le Nazioni Unite hanno imposto restrizioni all'Iraq dopo l'invasione del Kuwait. Dopo la guerra del Golfo, una no-fly zone imposta all'Iraq dagli Stati Uniti e dal Regno Unito ha fatto sì che la Iraqi Airways potesse continuare a effettuare voli interni solo per periodi limitati. A livello internazionale, Baghdad ha potuto ricevere occasionalmente voli charter che trasportavano medicinali, operatori umanitari e funzionari governativi. La Royal Jordanian Airlines operava voli regolari da Amman a Baghdad.
Nell'aprile 2003, le forze della coalizione guidata dagli Stati Uniti hanno invaso l'Iraq e hanno cambiato il nome dell'aeroporto in Aeroporto Internazionale di Baghdad. Il codice ICAO dell'aeroporto è quindi cambiato da ORBS a ORBI. Il codice IATA è passato successivamente da SDA a BGW, che in precedenza si riferiva a tutti gli aeroporti di Baghdad e prima ancora all'aeroporto di Al Muthana quando Saddam era al potere. Il controllo civile dell'aeroporto è stato restituito al governo iracheno dall'Autorità provvisoria della coalizione nel 2004.
La base aerea di Sather è stata periodicamente colpita da razzi provenienti da Baghdad. Il 6 dicembre 2006, un razzo da 107 mm è atterrato a 30 metri (27,5 metri) da un aereo C-5A parcheggiato, perforandolo con decine di schegge.
Il Terminal C è stato rinnovato con tre aree di gate attive per i vettori che operano dall'aeroporto.
La strada dell'aeroporto di Baghdad, che collega l'aeroporto alla Zona verde, un tempo pericolosa e piena di ordigni esplosivi improvvisati, è stata ristrutturata con palme, aiuole e una fontana, con l'assistenza della Turchia.

## Installazioni della coalizione
Segue la lista in ordine alfabetico delle installazioni militari all'interno del BIAP:

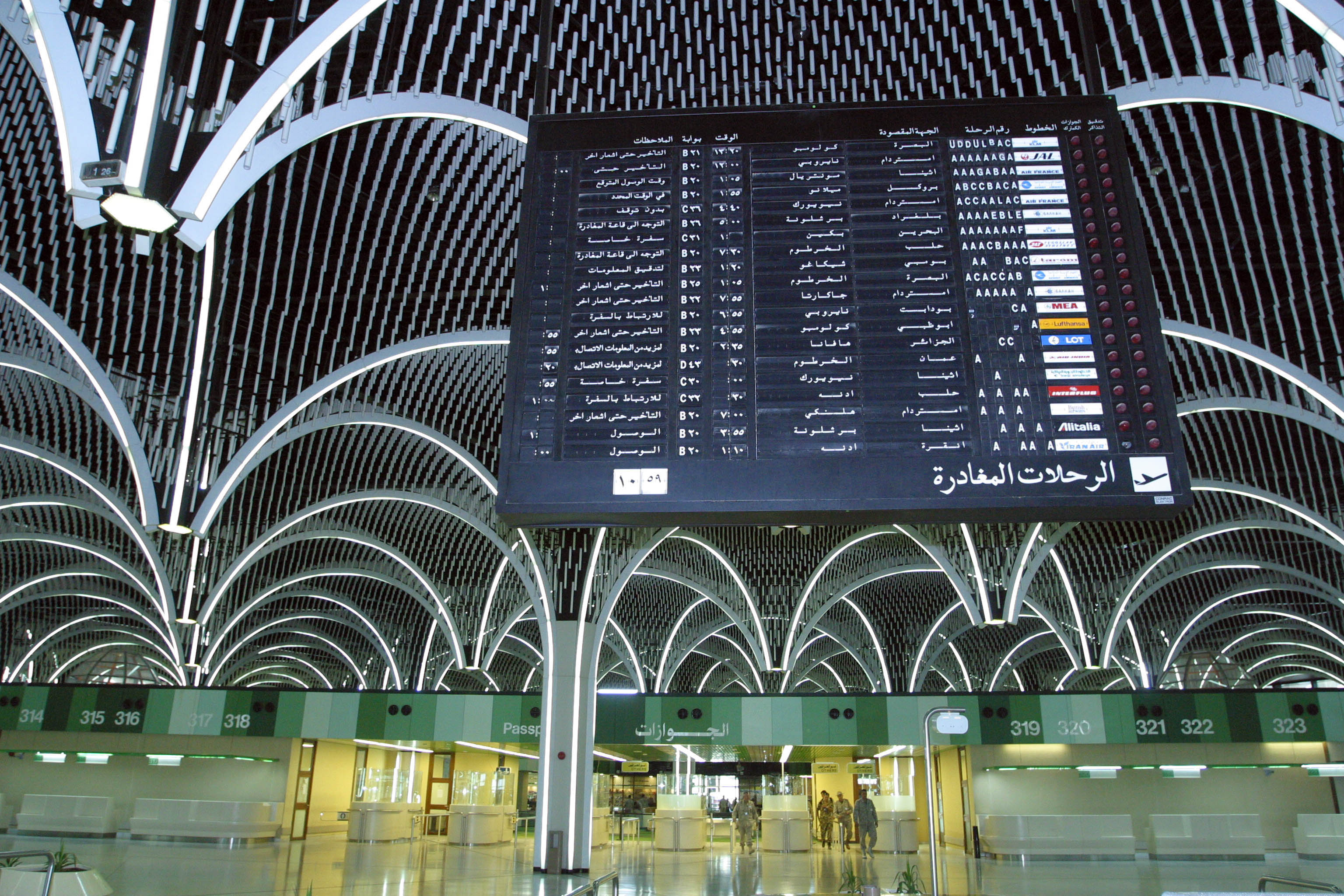
Vista interna del terminal, si possono vedere il FIDS di fronte ai banchi check-in e controllo passaporti vuoti

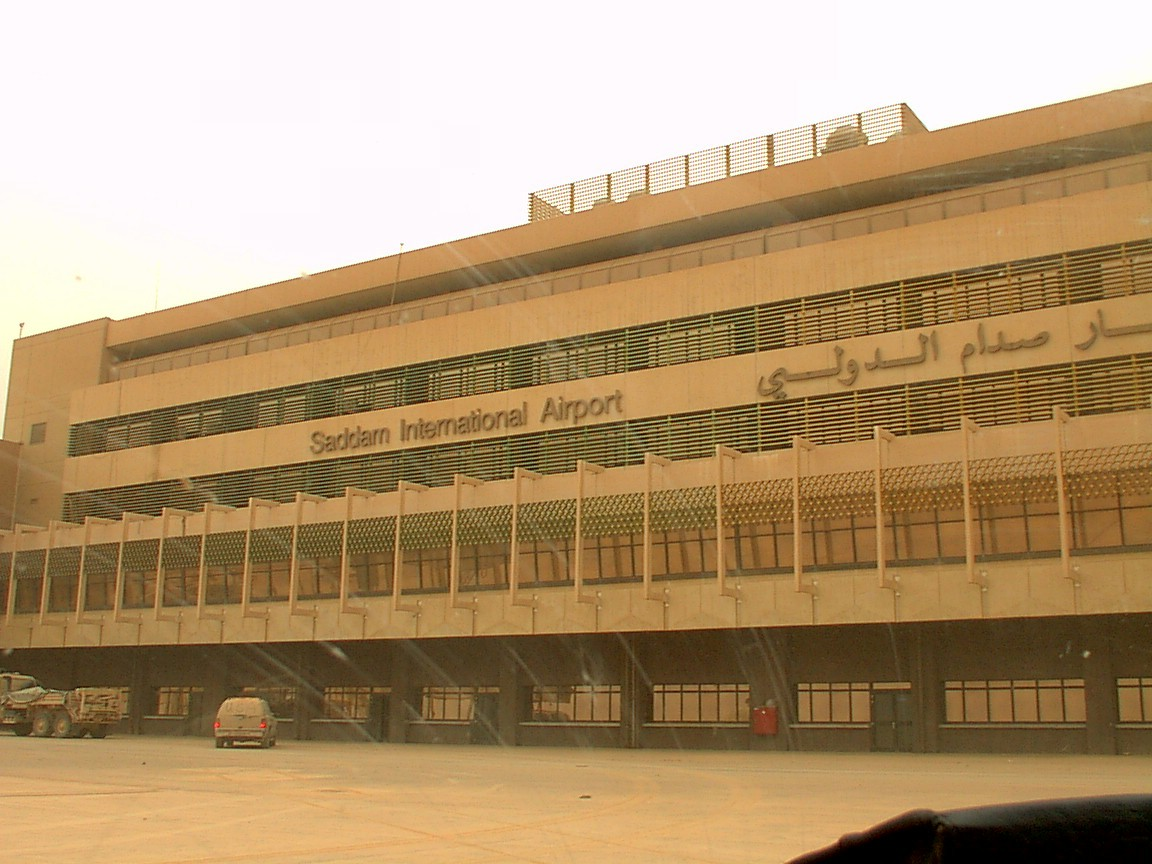
Terminal del Saddam International Airport, così come appariva subito dopo la cattura da parte degli statunitensi nell'aprile del 2003

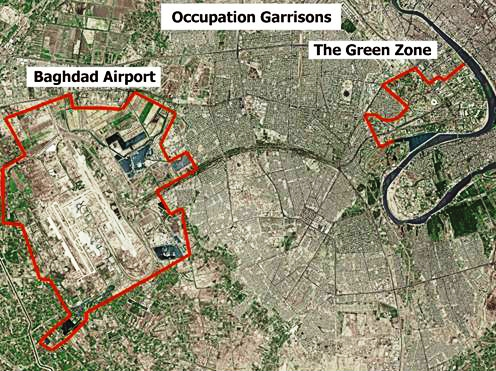
La foto mostra nel dettaglio di colore rosso quelle che sono le aree di sicurezza presidiate militarmente

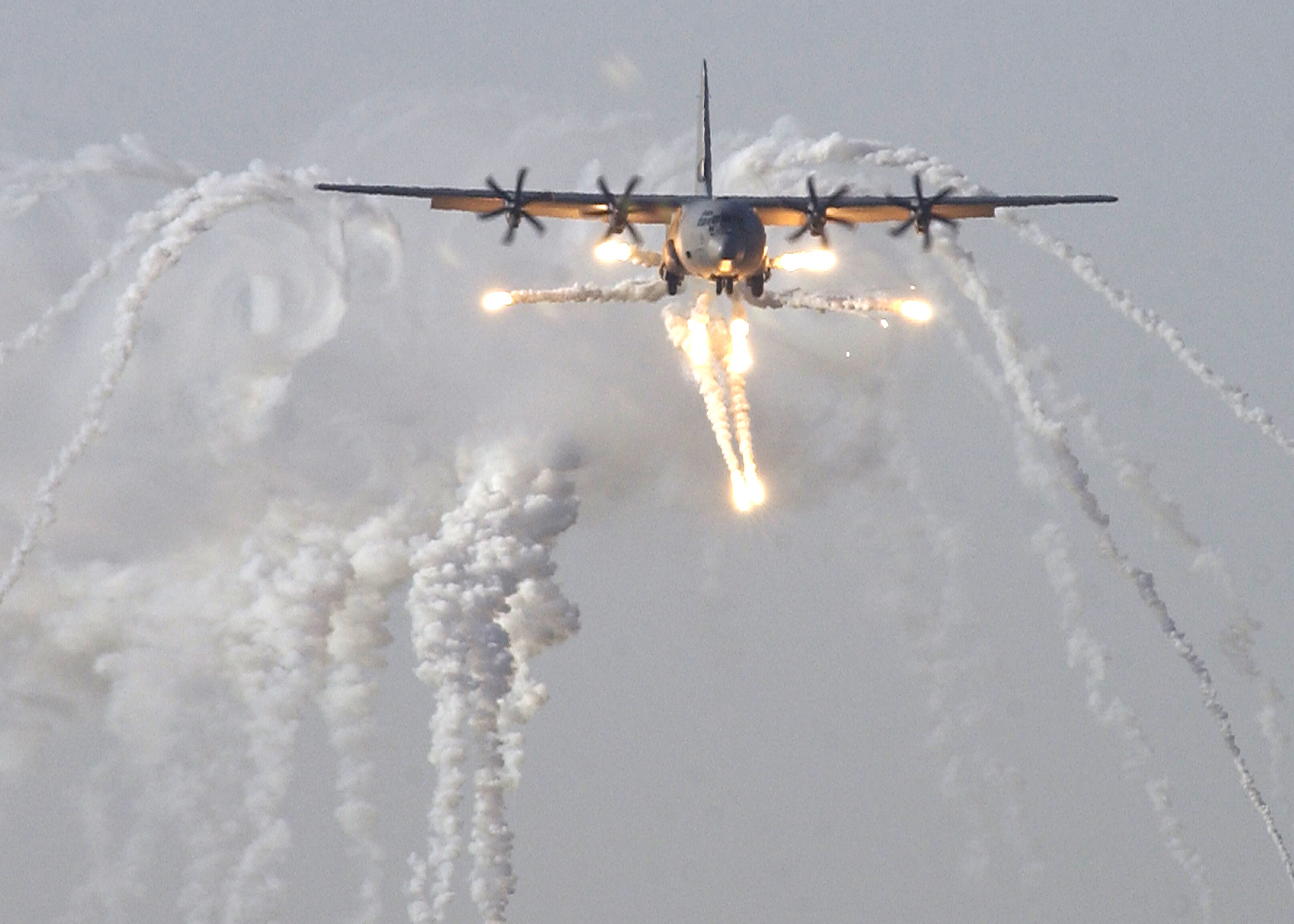
Un C-130J britannico lancia "Flares" per eludere eventuali missili terra aria portatili durante il primo atterraggio di un aereo sulla pista appena riaperta (luglio 2003)

- Camp Cropper
- Camp Dublin
- Camp Liberty
- Sather Air Base
- Camp Slayer
- Camp Striker
- Camp Victory
- Logistics Base Seitz